# Pseudolimnophila (Pseudolimnophila) auranticollis
Pseudolimnophila (Pseudolimnophila) auranticollis is een tweevleugelige uit de familie steltmuggen (Limoniidae). De soort komt voor in het Afrotropisch gebied.